# Les Ginebres
Les Ginebres és una partida rural del terme municipal de Conca de Dalt, a l'antic terme de Toralla i Serradell, al Pallars Jussà, en territori del poble de Torallola.
Està situat al nord-nord-oest de Torallola, a la dreta del barranc de Pumanyons, al sud-est de l'extrem meridional del Serrat de Gavarnes, al nord de los Amanits i a ponent de l'Alzinar.